# Sphinx poecila
Sphinx poecila is een vlinder uit de familie van de pijlstaarten (Sphingidae). De wetenschappelijke naam van de soort werd in 1828 gepubliceerd door James Francis Stephens.